# Référendum constitutionnel de 2005 à Sainte-Hélène
Un référendum constitutionnel a lieu à Sainte-Hélène le 25 mai 2005. La proposition de rédaction d'une nouvelle constitution comportant un régime parlementaire est rejetée par la population.

## Contenu
Le référendum porte sur la possibilité de mettre en place une nouvelle constitution  visant à introduire un gouvernement de type parlementaire. 
La population se voit ainsi poser la question « Sainte-Hélène devrait-elle avoir une nouvelle Constitution qui introduise un système de gouvernement ministériel ? ».

## Résultat
Les bureaux de vote sont ouverts de 8 heures à 18 heures.
| Choix                     | Votes | %     |
| ------------------------- | ----- | ----- |
| Pour                      | 558   | 47,28 |
| Contre                    | 622   | 52,72 |
|                           |       |       |
| Votes valides             | 1 180 | 99,83 |
| Votes blancs et invalides | 2     | 0,17  |
| Total                     | 1 182 | 100   |
| Abstention                | 1 554 | 56,80 |
| Inscrits/Participation    | 2 736 | 43,20 |